# Kis-Antillák
A Kis-Antillák egy szigetcsoport a Karib-tengerben. Többségük része egy hosszú, részben vulkanikus szigetív a Nagy-Antillák és Dél-Amerika kontinense között.
A füzér alakú szigetláncot az Ázsia és Európa közötti területet ábrázoló 15. századi térképeken – még Kolumbusz felfedezőútjai előtt – „Antilla Insula”-ként ábrázolták, amelyek addig feltételezett szigetek voltak. A földrajzi szaknyelv a Közép-Amerika előtt fekvő szigetcsoportot, amely az Atlanti-óceánt és a Karib-tengert választja el egymástól, Szél felőli szigetek és Szélcsendes-szigetekre bontja. A szigetek egyrészt színes, karibi édenkertet, másrészt egyfajta olvasztótégelyt képeznek: a karibi őslakosok és az európai gyarmati hatalmak sokszínű befolyásának, valamint a rossz emlékű rabszolgatartó korszak behurcolt afrikai kényszermunkásainak évszázadok alatt érlelődött kultúrájának elegyét. A trópusi vidéken a belső szigetívre hatalmas vulkánok, míg a külső szigetívre laposabb mészkőszigetek jellemzők.

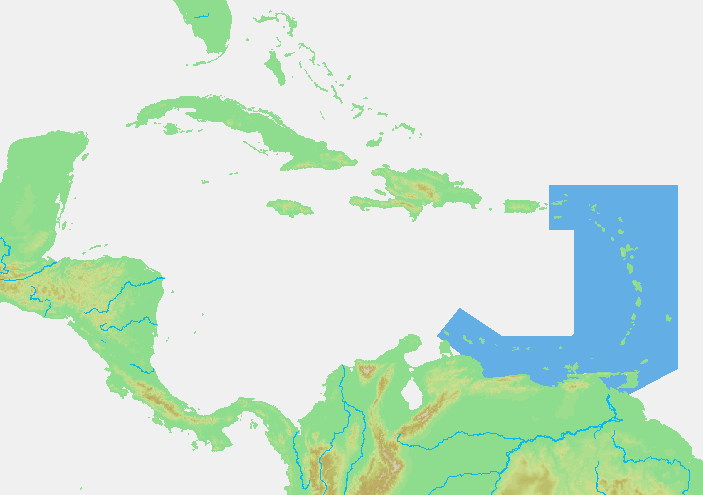
A Kis-Antillák elhelyezkedése

## Földrajzi felosztása
A Kis-Antillák három fő csoportba oszthatók:
- „Szél felőli”, vagy „Szeles” (Windward) -szigetek,
- „Szélcsendes” (Leeward) szigetek,
- „Szélcsendes” (Leeward) -Antillák.

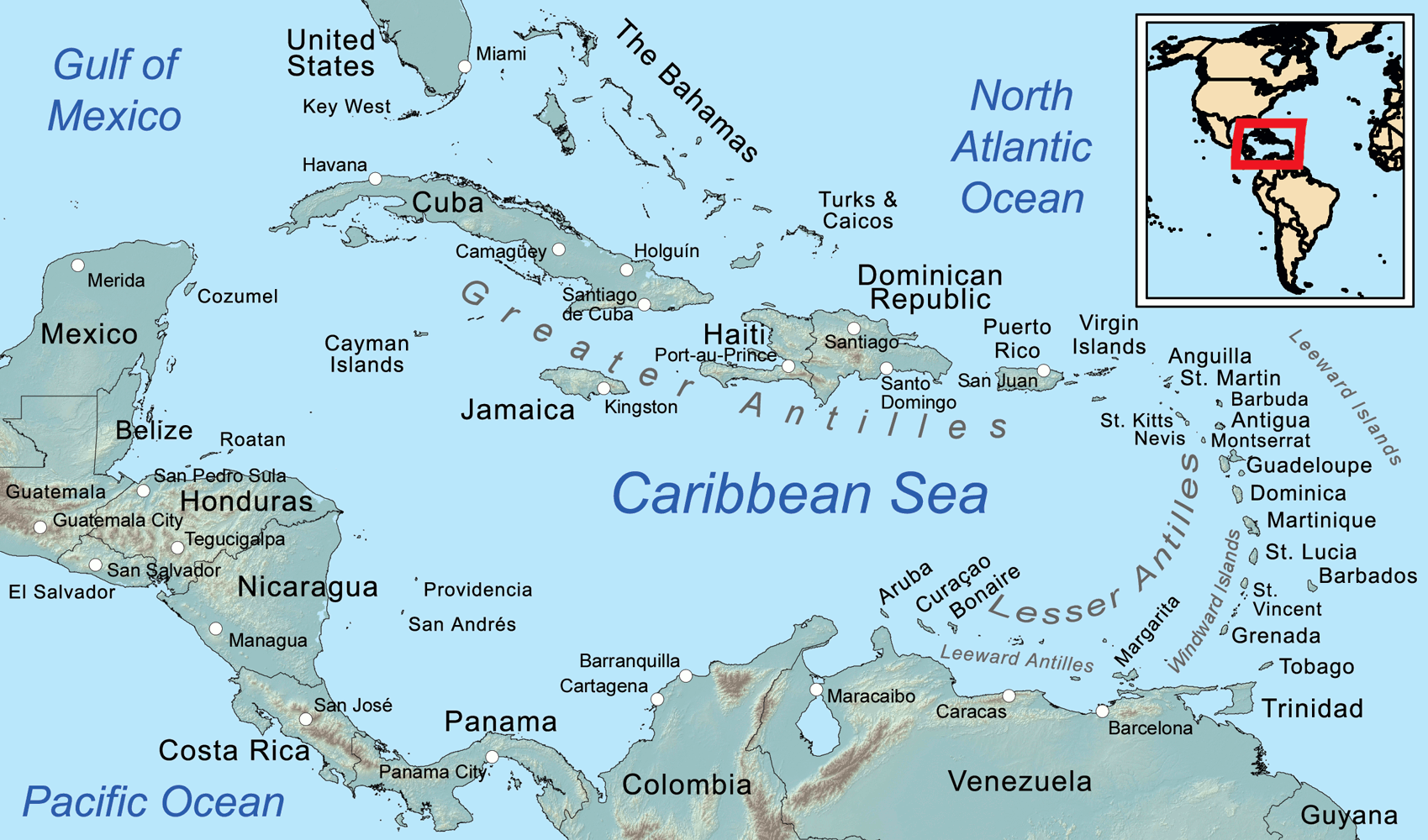
A Kis-Antillák a kép jobb alsó sarkában Lesser Antilles néven

### Szélcsendes (Leeward) -szigetek
A Szélcsendes vagy angol nevük után a Leeward-szigetek a Kis-Antillák északi csoportja. 
- Anguilla (Egyesült Királyság)
- Saint-Martin (Fr.) / Sint Maarten (Holl.)
- Saint-Barthélemy (Fr.)
- Saba (Holl.)
- Sint Eustatius (Holl.)
- Saint Kitts (St. Kitts és Nevis)
- Nevis (St. Kitts és Nevis)
- Barbuda (Antigua és Barbuda)
- Antigua (Antigua és Barbuda)
  - Redonda (Antigua és Barbuda) lakatlan
- Montserrat (Egyesült Királyság)
- Guadeloupe (Fr.)
  - La Désirade (Guadeloupe) (Fr.)
  - Marie-Galante (Guadeloupe) (Fr.)
  - Îles des Saintes-szigetcsoport (Guadeloupe) (Fr.)

### Szél felőli (Windward) -szigetek
A Szél felőli, szeles-, vagy angol nevük után Windward-szigetek a Kis-Antillák kelet felé kidomborodó része, amelyek a passzátszelek útjában állnak.
- Dominika (Nemzetközösség)
- Martinique (Fr.)
- Saint Lucia (St. Lucia)
- Barbados
- Saint Vincent (St. Vincent és a Grenadine-szigetek)
- Grenadine-szigetek (St. Vincent és a Grenadine-szk.)
- Carriacou és Petite Martinique (Grenada)
- Grenada (Grenada)
- Tobago
- Trinidad (Néha a Windward-szigetek részének tekintik. Ezek a Karib-térség legdélebbi szigetei. Lásd Trinidad és Tobago szigetei.[2][3][4]

### Szélcsendes (Leeward) -Antillák

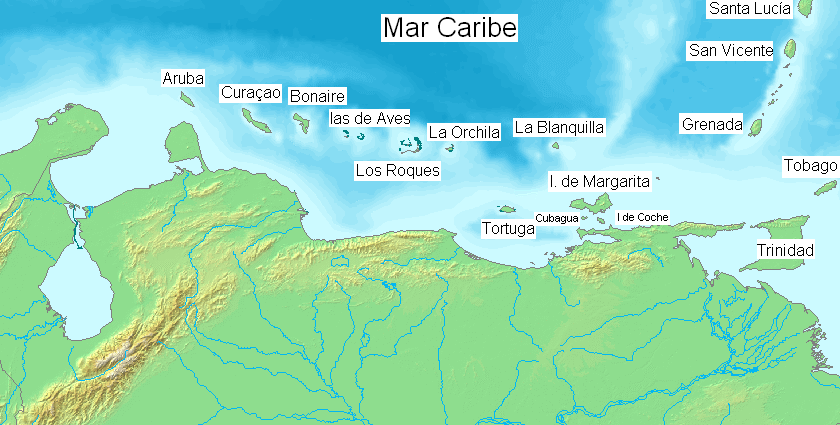
A Szélcsendes Antillák és környékük

A dél-amerikai part mentén fekvő Szélcsendes-Antillák nagyrészt a dél-amerikai-lemez és a karibi-lemez kölcsönhatásának eredményeként jöttek létre. A holland ABC-szigetekből állnak, valamint egy venezuelai szigetcsoportból.

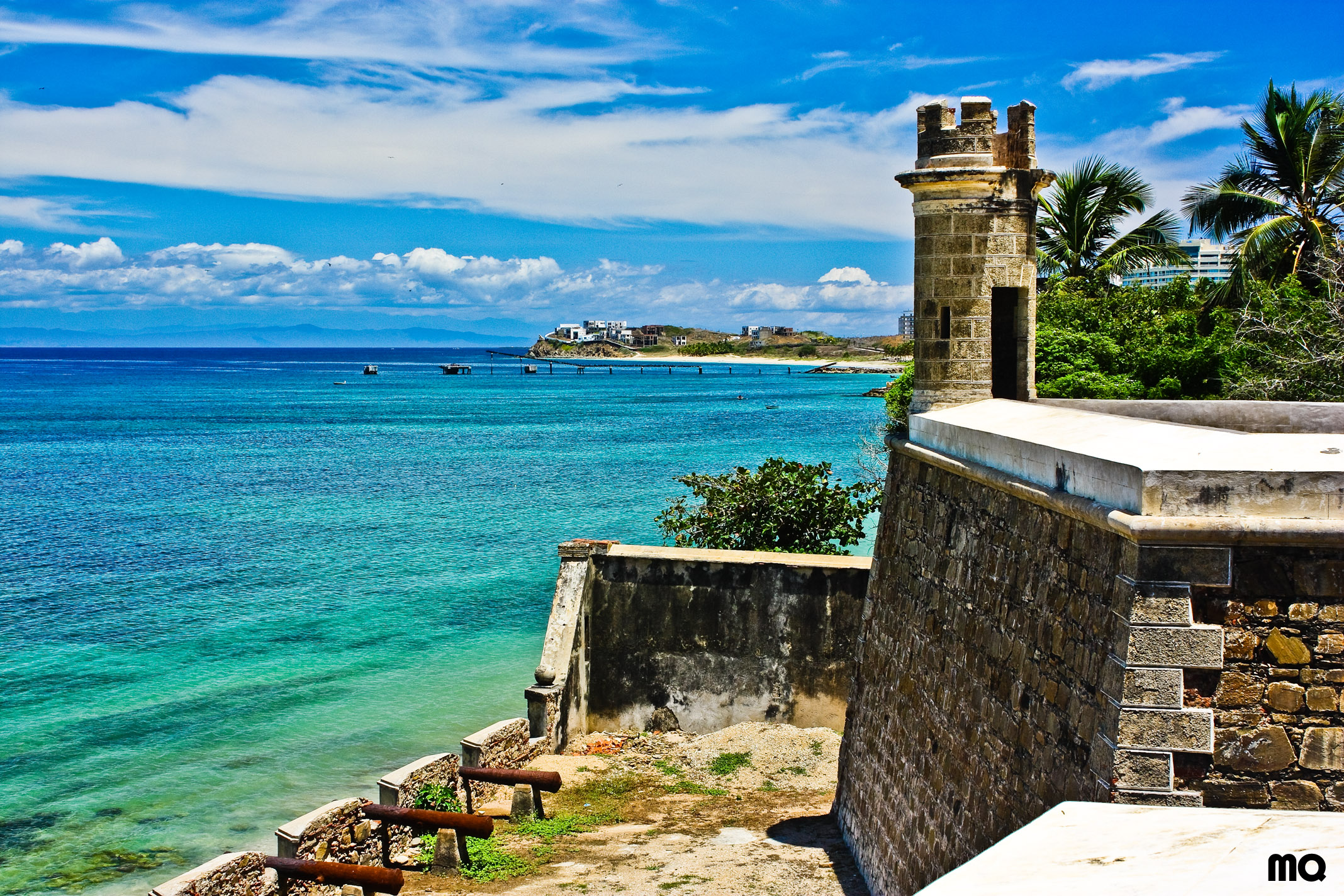
Spanyol erőd a gyarmati korból, Margarita-sziget, Venezuela

- ABC-szigetek (Holland-Antillák):
  - Aruba (Holl.)
  - Bonaire (Holl.)
  - Curaçao (Holl.)

- Venezuelai függőségek (Ven.)
  - Los Monjes-szigetek
  - La Tortuga-sziget
  - La Sola-sziget
  - Los Testigos-szigetek
  - Los Frailes-szigetek
  - Patos-sziget
  - Los Roques szigetcsoport
  - La Blanquilla-sziget
  - Los Hermanos szigetcsoport
  - La Orchila-sziget
  - Las Aves-szigetek
  - Aves-sziget
- Nueva Esparta (Ven.)
  - Margarita-sziget
  - Coche
  - Kubagua

## Politikai felosztása
A Kis-Antillák nyolc független nemzetre és számos függő és nem szuverén államra oszlanak (amelyek politikai kapcsolatban állnak az Egyesült Királysággal, Franciaországgal, Hollandiával és az Egyesült Államokkal).

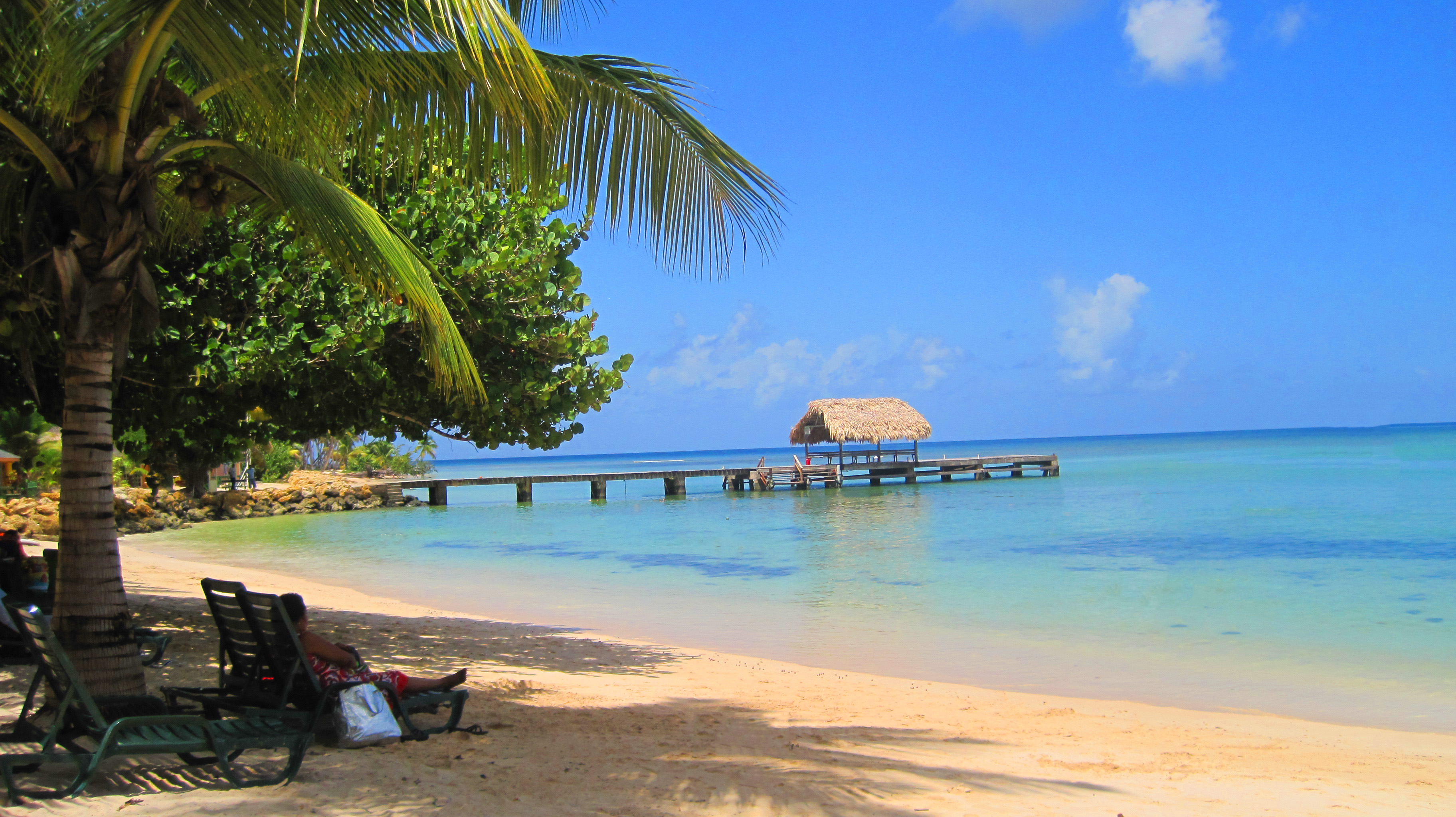
Pigeon Point, Trinidad és Tobago

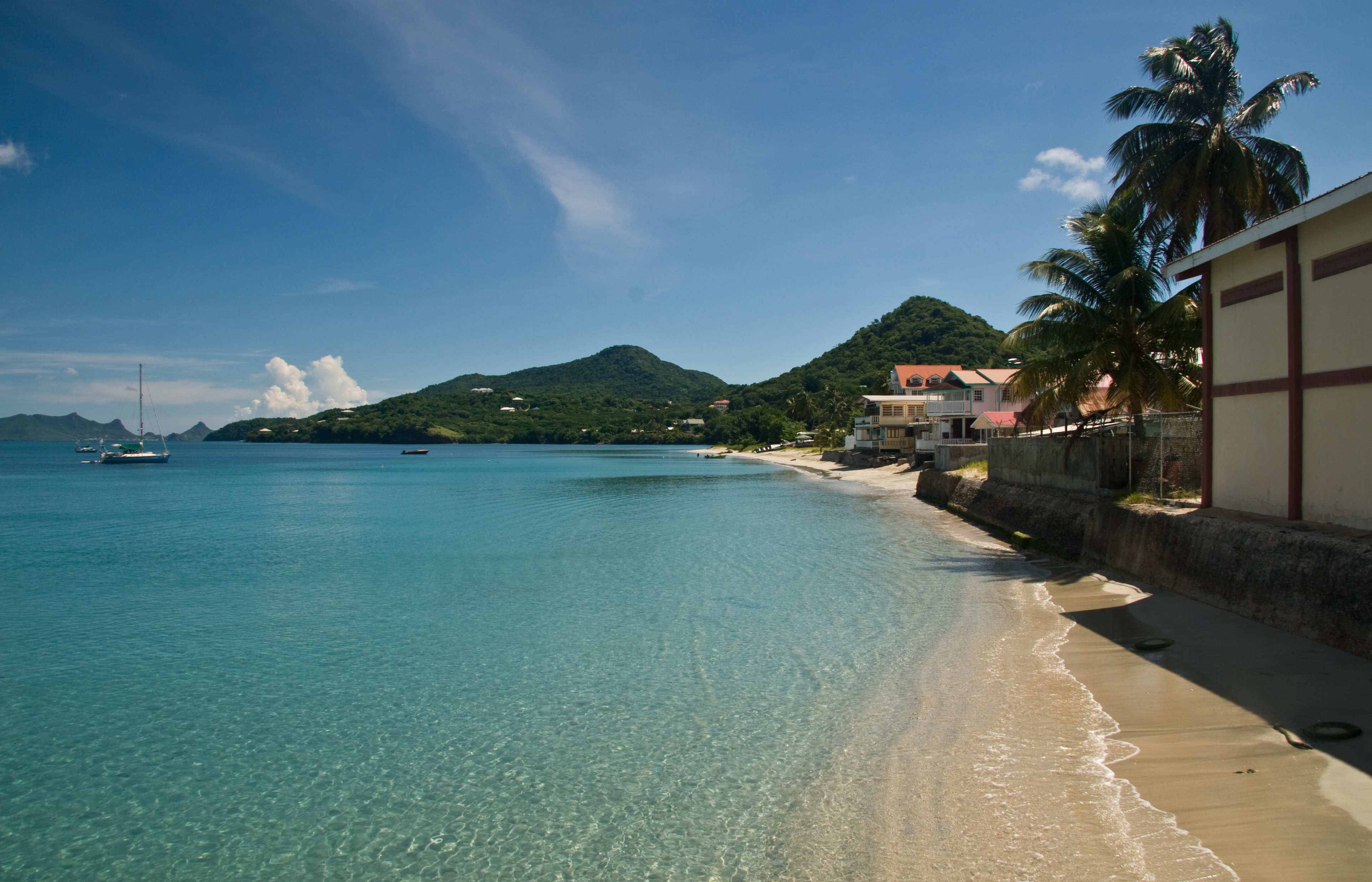
Carriacou, Grenada

### Szuverén államok

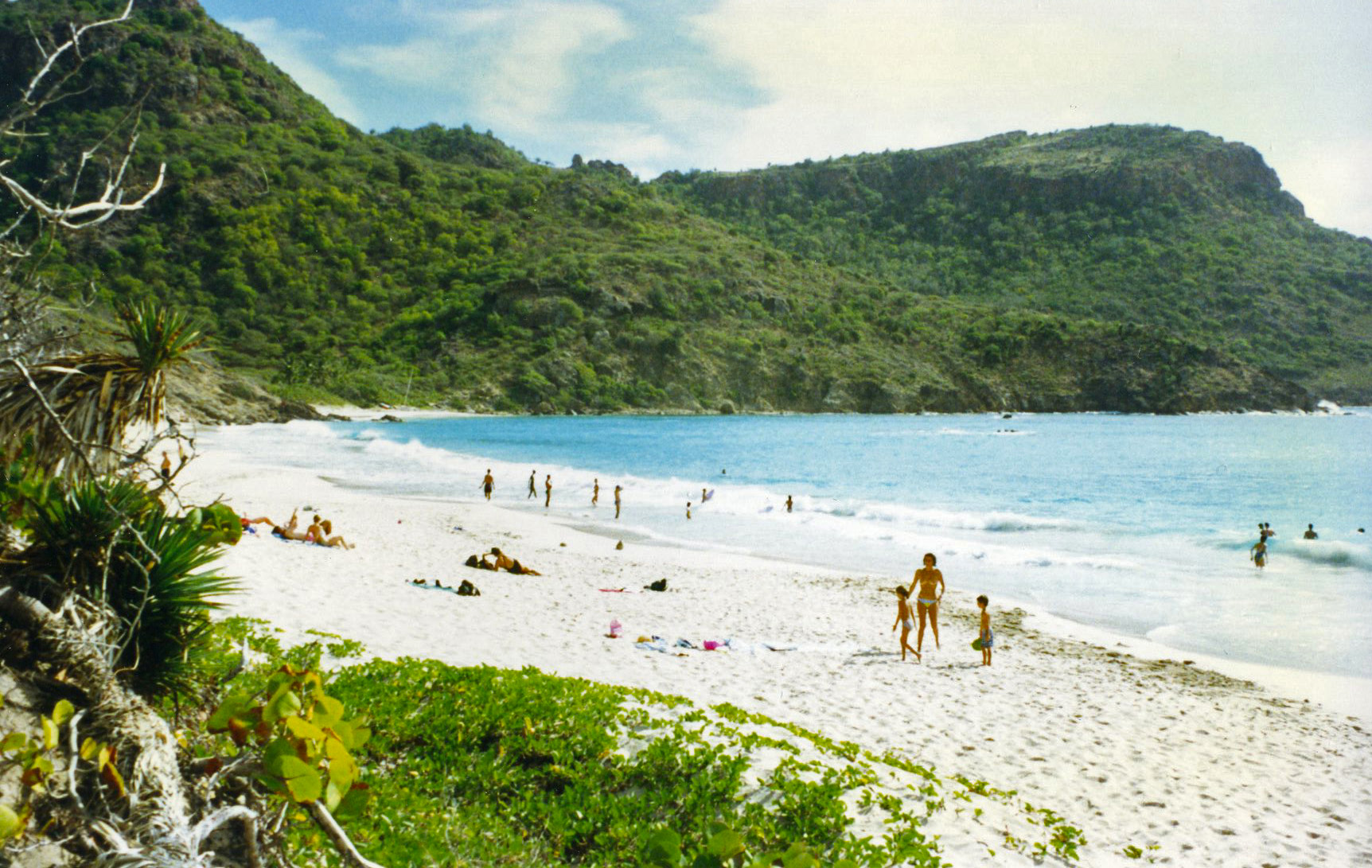
Anse de Grande Saline, Saint Barthélemy, Francia-Antillák

| Név                                    | Kerületek, régiók, főbb szigetek | Terület (km2 ) | Népesség (2005. júl.) | Népsűrűség (fő/km2 ) | Főváros       |
| -------------------------------------- | -------------------------------- | -------------- | --------------------- | -------------------- | ------------- |
| Antigua és Barbuda                     | Egyházközségek                   | 440            | 86                    | 195                  | St. John’s    |
| Antigua és Barbuda                     | Barbuda                          | 161            | 0                     | 9,65                 | Codrington    |
| Antigua és Barbuda                     | Redonda                          | 2              | 0                     | 0                    | nincs         |
| Barbados                               | Egyházközségek                   | 431            | 285                   | 660                  | Bridgetown    |
| Dominika                               | Egyházközségek                   | 754            | 70                    | 96.3                 | Roseau        |
| Grenada                                | Egyházközségek                   | 344            | 0                     | 319,8                | St. George’s  |
| Saint Kitts és Nevis                   | Egyházközségek                   | 261            | 43                    | 163,5                | Basseterre    |
| Saint Kitts és Nevis                   | Nevis                            | 93             | 12                    | 130.1                | Charlestown   |
| Saint Lucia                            | Kerületek                        | 616            | 174                   | 282                  | Castries      |
| Saint Vincent és a Grenadine -szigetek | Egyházközségek                   | 389            | 0                     | 283                  | Kingstown     |
| Trinidad és Tobago                     | Régiók                           | 5              | 1,405,953             | 253.3                | Port of Spain |
| Trinidad és Tobago                     | Tobago                           | 300            | 0                     | 180                  | Scarborough   |
| Össz.                                  |                                  | 8 367          | 2 179 295             | 260,5                |               |

### Nem szuverén államok és területek
| Név                      | Szuverén állam     | Kerületek, régiók     | Terület (km 2) | Népesség (2005. júl.) | Népsűrűség (fő/km2) | Főváros             |
| ------------------------ | ------------------ | --------------------- | -------------- | --------------------- | ------------------- | ------------------- |
| Aruba                    | Hollandia          | Kerületek             | 193            | 103                   | 534,0               | Oranjestad          |
| Anguilla                 | Egyesült Királyság | Kerületek             | 91             | 0                     | 149,4               | The Valley          |
| Bonaire                  | Hollandia          |                       | 288            | 14                    | 48,6                | Kralendijk          |
| Brit Virgin szigetek     | Egyesült Királyság | Kerületek             | 153            | 0                     | 176,5               | Road Town           |
| Curaçao                  | Hollandia          | Kerületek             | 444            | 181                   | 406,7               | Willemstad          |
| Guadeloupe               | Franciaország      |                       | 0              | 0                     | 247,2               | Basse-Terre         |
| Martinique               | Franciaország      |                       | 1              | 0                     | 354,6               | Fort-de-France      |
| Montserrat               | Egyesült Királyság | Egyházközségek        | 120            | 5                     | 38,8                | Brades              |
| Saba                     | Hollandia          |                       | 13             | 1                     | 109,5               | The Bottom          |
| Saint Barthélemy         | Franciaország      | Paroisses (plébániák) | 21             | 7                     | 354,6               | Gustavia            |
| Saint-Martin             | Franciaország      |                       | 53             | 0                     | 660,4               | Marigot             |
| Sint Eustatius           | Hollandia          |                       | 34             | 0                     | 91,2                | Oranjestad          |
| Sint Maarten             | Hollandia          |                       | 34             | 41                    | 1,203.4             | Philipsburg         |
| Spanyol Virgin-szigetek  | Puerto Rico        | Barrios               | 165,1          | 11                    | 67,35               | Culebra Izabella II |
| Amerikai Virgin-szigetek | Egyesült Államok   | Kerületek             | 346            | 108                   | 313,4               | Charlotte Amalie    |
| Nueva Esparta            | Venezuela          | Önkormányzatok        | 0              | 490                   | 427,5               | La Asunción         |
| Venezuela függőségei     | Venezuela          | Szövetségi függőségek | 342            | 2                     | 6,3                 | Gran Roque          |
| Össz.                    |                    |                       | 5 997          | 1 769 955             | 320.1               |                     |

## Saint Kitts és Nevis
A vulkanikus szigetek kettős szigetállamot alkotnak, amely csak 1983-ban nyerte el függetlenségét. Az erősen szétszabdalt szigeteket a Karib-tenger 3,2 km széles ága, a The Narrows választja el egymástól. A szomszédos Antigua és Dominika szigetével ellentétben itt kevés strand található, ezért az idegenforgalom csak kis szerepet játszik az ország gazdasági életében.

## Antigua és Barbuda
A szigetállam három tagja Antigua, Barbuda és a kevésbé ismert Redonda geológiai értelemben a mészkőből és a vulkáni anyagból felépülő szigetek átmeneti zónájába tartozik. Mint a karibi szigetvilág többi szigetén, a gazdaság súlypontja az egykori cukornádtermesztés helyett ma már itt is áthelyeződött az egyre növekvő idegenforgalomra. Az alig 160 km² területű Barbudát teljes egészében természetvédelmi területté nyilvánították, érintetlen szárazföldi és tengeri élővilága lenyűgöző.

## Guadeloupe
Két főszigetének, az egymástól keskeny tengerszorossal elválasztott Grande-Terre és Basse-Terre-nek köszönhetően Guadeloupe alakja a levegőből pillangóra hasonlít. Grande-Terre, a keleti sziget szélén hosszú, homokos tengerpart húzódik, a belső területeit a karsztos felszínformák jellemzik. Az utóbbi évszázadokban az őshonos esőerdő itt is fokozatosan behódolt az embernek és a cukornádültetvényeknek, azonban a karibi őslakosok még megtalálhatók a szigeten. Basse-Terrét ezzel szemben a trópusi esőerdők és az egyedülálló, vulkanikus eredetű hegyvidéki táj jellemzi. Az 1500 m magas Soufrière vulkán ma is aktív.

## Dominika

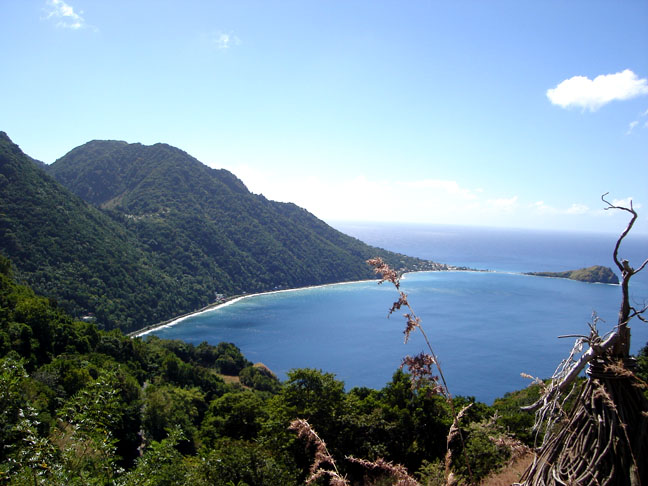
A Dominikai Közösség déli csücske

Kolombusz Kristóf a Kis-Antillák természeti szépségekben bővelkedő, gyönyörű szigetét arról a napról nevezte el, amelyiken felfedezte: vasárnapról. Az érintetlen, vulkanikus eredetű természeti paradicsomot az uralkodó trópusi éghajlatnak köszönhetően sűrű esőerdő borítja. Vadregényes belső területei még felfedezésre várnak, a kalandot kereső turistákat itt nem érheti csalódás. A Dominikai Közösség területén még él néhány száz őslakos karibi indián, akikről az egész térséget elnevezték.

## Martinique
A Kis-Antillák második legnagyobb szigete (1102 km²) testvérszigetéhez, Guadeloupe-hoz hasonlóan 1946 óta Franciaország tengerentúli külbirtoka, ezért igazgatási rendszere és nyelve szorosan összefügg az anyaországéval. Északi része hegyvidék, számatalan vulkán emelkedik rajta. Az 1397 m magas Mont Pelée legutóbb 1902-ben tört ki. A katasztrófában közel 30 000 ember lelte halálát. A sziget laposabb déli részén mezőgazdasági termelést folytatnak, a parton gyönyörű strandok sorakoznak. A sziget belsejében karib-indián őslakosok laknak, máig megőrizve őshonos kultúrájukat.

## Saint Lucia
A vadregényes kis sziget hegyes tájképét a cukorsüveg formájú vulkáni kúpok közül főként a Petit Piton és a Gros Piton határozza meg. A sziget csak 1979-ben nyerte el függetlenségét. A Saint Lucia életét és kultúráját egykori hódítói, a francia és a brit gyarmatosítók jelentősen befolyásolták, hatásuk ma is érezhető. Az idegenforgalom itt is egyre nagyobb szerepet kap a fejlett gazdaságban.

## Barbados

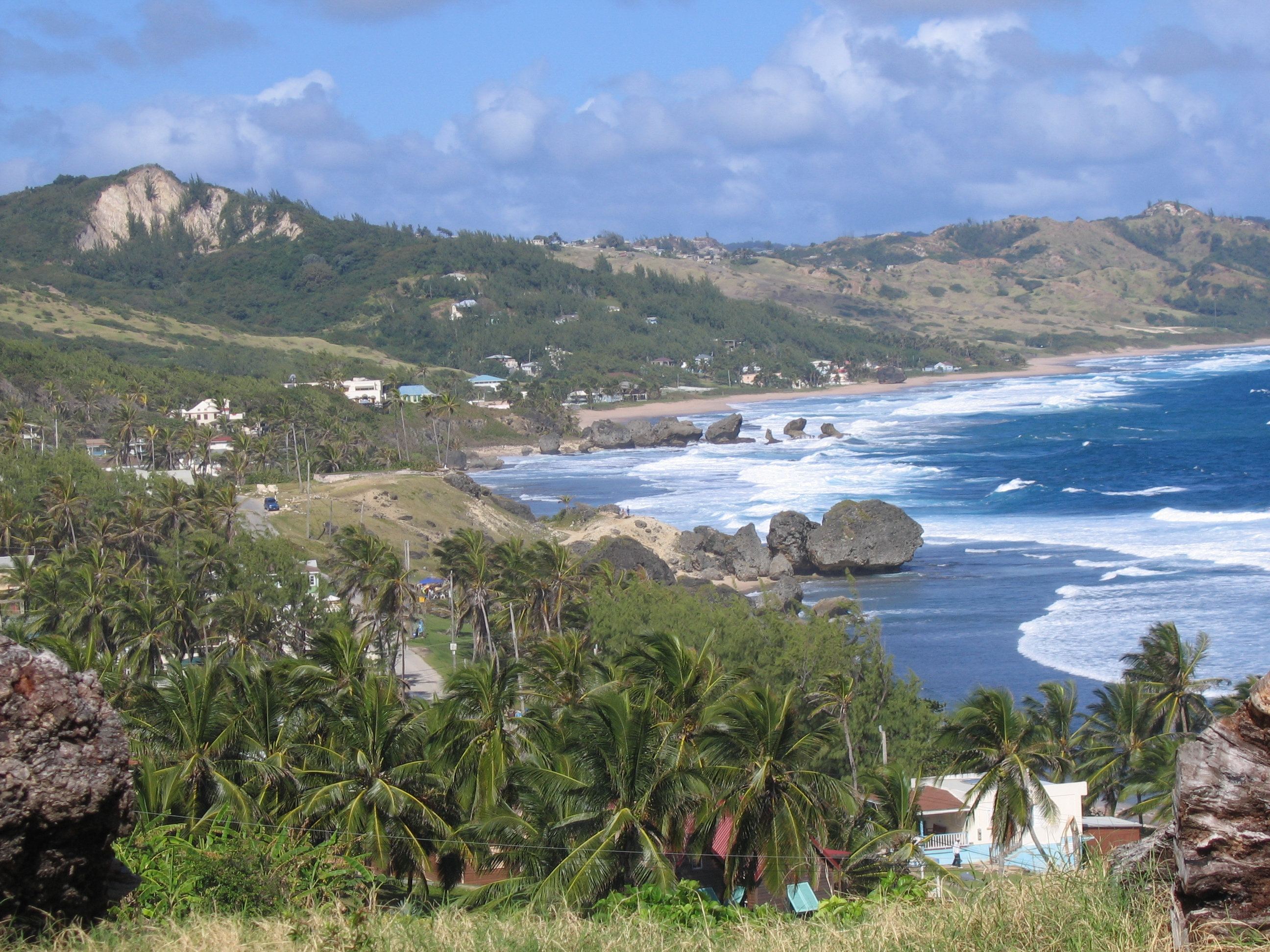
Bathsheba, Barbados

A sziget területének háromnegyedét alkotó lapos fennsík karsztosodott korallzátonyból alakult ki. A Kis-Antillák legkeletibb tagjának keleti oldalán lépten-nyomon cukornádültetvényekkel találkozunk. Az egykori leghíresebb kalózsziget mind politikai értelemben, mind gazdasági szerkezetét tekintve a brit anyaország mása. Barbados 1966-ban vált független állammá, ettől kezdve egyre kedveltebb, főként brit turistacélpont lett. A karibi viszonylatban kimagaslóan fejlett infrastruktúra és a lakosság szociális helyzete az egész közép-amerikai régióban követendő például szolgálhat. Lakosságának legnagyobb része néger és mulatt, azonban kis számban karib-indiánok is élnek Barbadoson.

## Grenada
A fűszerszigetként ismert, vulkanikus eredetű szigetállam hatalmas kiterjedésű szerecsendió-, kakaó- és banánültevényei ellenére a szegény, fejlődő államok közé tartozik. A buja és sokszínű trópusi vegetáció, a festői környezetben fekvő főváros, Saint George's, valamint annak kikötője és több kilométeres álomstrandja – a Grand Anse Beach – mindenki számára érdekes és vonzó célponttá teszik Grenadát.